# فرانکو روتلا
فرانکو روتلا (انگلیسی: Franco Rotella; ۱۶ نوامبر ۱۹۶۶ – ۲۰ آوریل ۲۰۰۹) بازیکن فوتبال اهل ایتالیا بود.
از باشگاه‌هایی که در آن بازی کرده‌است می‌توان به باشگاه فوتبال تریستیانا، باشگاه فوتبال آتالانتا، باشگاه فوتبال پیزا، باشگاه فوتبال جنوآ، و باشگاه فوتبال اسپال اشاره کرد.